# Buzy-Darmont
Buzy-Darmont ist eine französische Gemeinde mit 524 Einwohnern (Stand: 1. Januar 2022) im Département Meuse in der Region Grand Est (vor 2016: Lothringen). Die Gemeinde gehört zum Arrondissement Verdun und zum Kanton Étain.

## Geographie
Buzy-Darmont liegt etwa 29 Kilometer östlich von Verdun. Umgeben wird Buzy-Darmont mit den Nachbargemeinden Lanhères im Norden, Béchamps im Nordosten, Saint-Jean-lès-Buzy im Osten, Parfondrupt im Osten und Südosten, Hennemont im Süden und Südwesten, Gussainville im Westen sowie Maucourt-sur-Orne im Westen.

## Bevölkerungsentwicklung
| Jahr                       | 1962 | 1968 | 1975 | 1982 | 1990 | 1999 | 2006 | 2011 | 2019 |
| Einwohner                  | 465  | 433  | 419  | 495  | 548  | 558  | 568  | 567  | 549  |
| Quellen: Cassini und INSEE |      |      |      |      |      |      |      |      |      |

## Sehenswürdigkeiten
- Kirche Saint-Martin aus dem 12. Jahrhundert, seit 1982 Monument historique
- Kapelle Notre-Dame-de-la-Bulle aus dem 16. Jahrhundert, 1892 wieder erbaut
- Französischer Nationalfriedhof

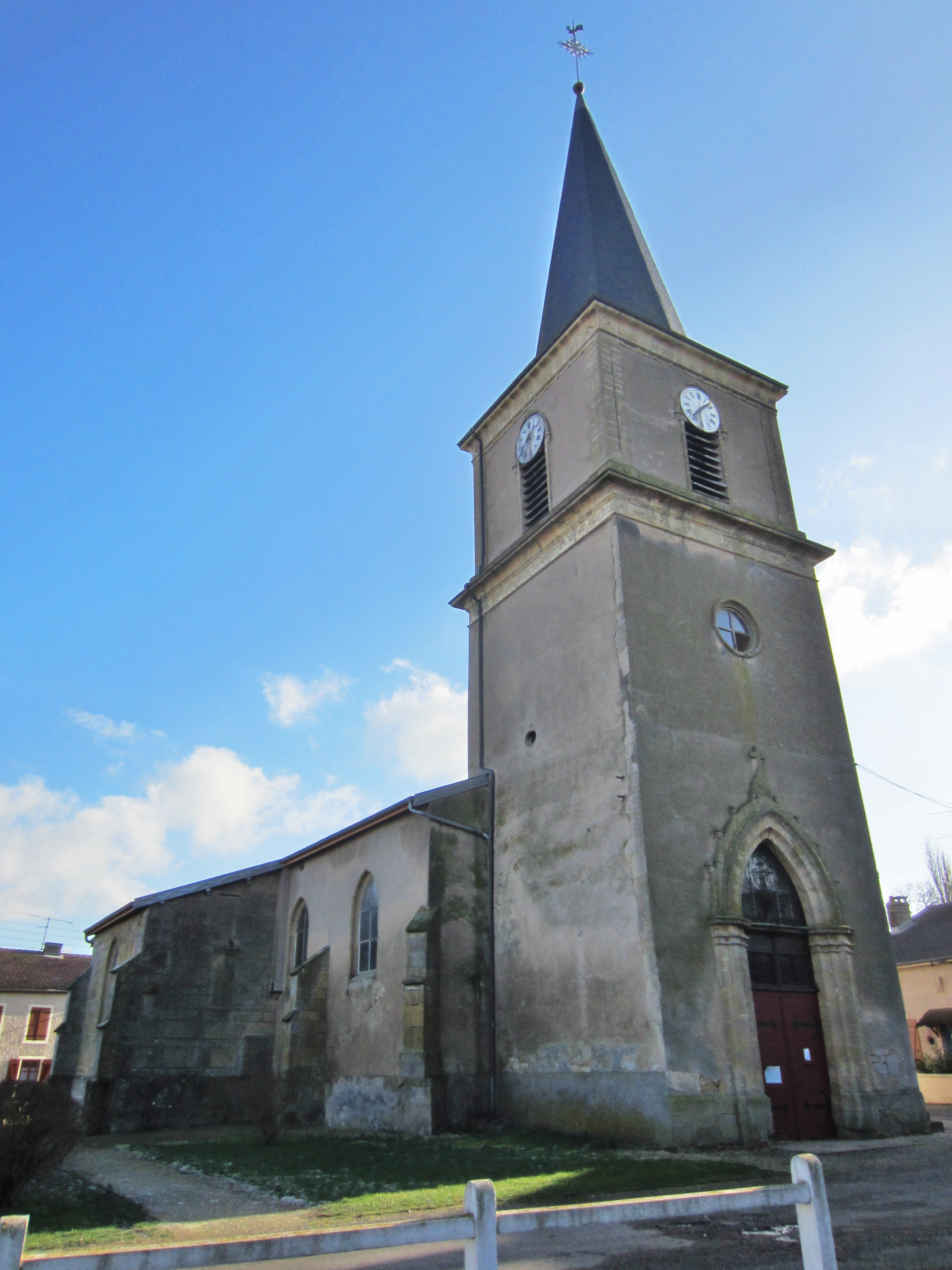
Kirche Saint-Martin
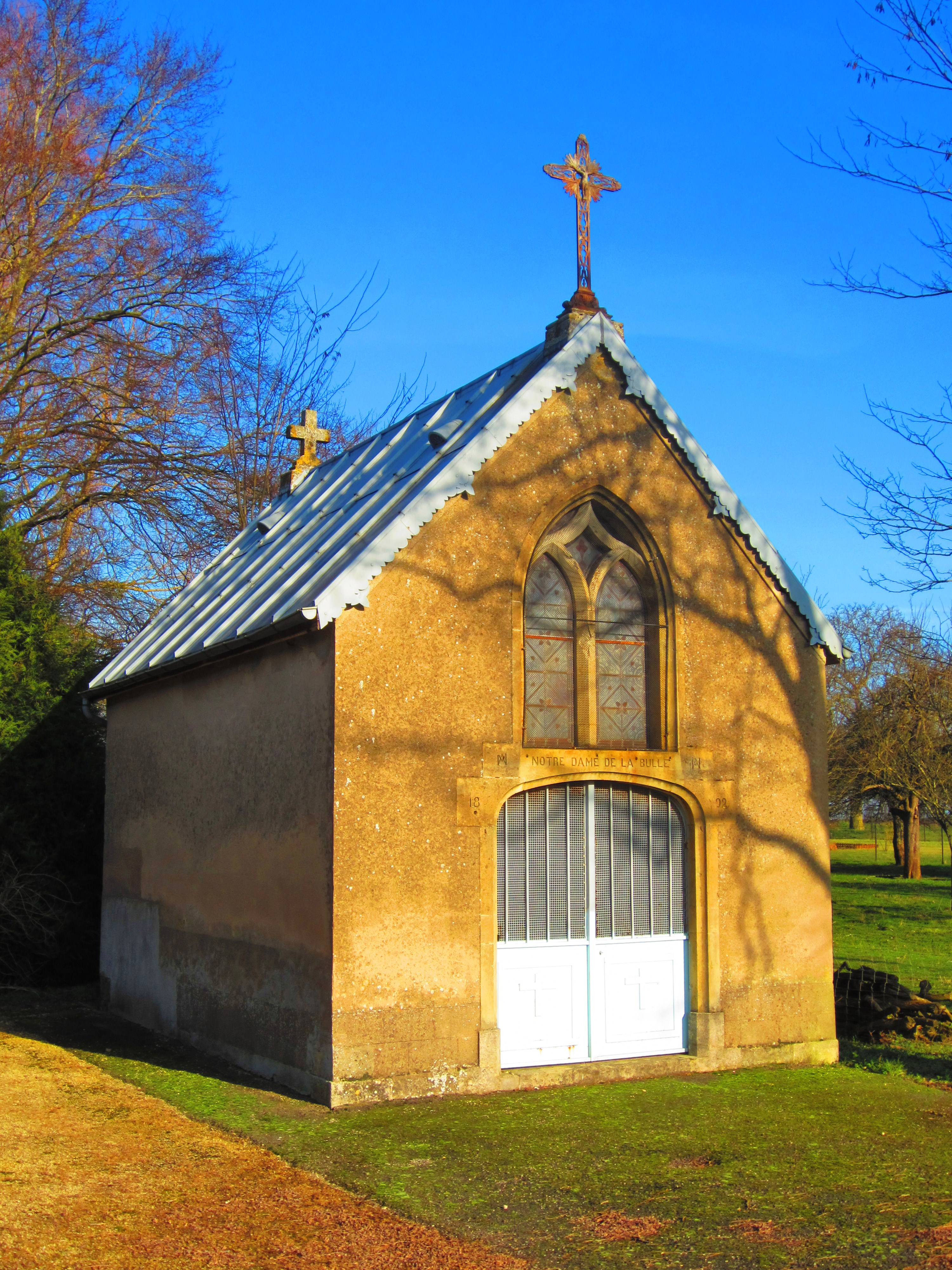
Kapelle Notre-Dame-de-la-Bulle